# Chambre de commerce et d'industrie de l'Essonne
La chambre de commerce et d’industrie de l’Essonne est un établissement public ayant le titre de chambre consulaire, chargé de représenter les intérêts des entreprises commerciales et industrielles, agissant sur le territoire du département français de l’Essonne.

## Histoire
Un décret du 22 novembre 1899 créa la chambre de commerce de Corbeil, alors dans l’ancien département de Seine-et-Oise, dépendante de la chambre de commerce de Versailles. La Loi no 64-707 du 10 juillet 1964 portant réorganisation de la région parisienne prévoyait la suppression de ce département et la création, parmi d’autres, du département de l’Essonne, dont le chef-lieu serait fixé à Évry. Après consultation des différents organismes, le décret no 66-572 du 30 juillet 1966 a fixé la circonscription de la chambre de commerce et d’industrie de Corbeil au département de l’Essonne. En 1969, la chambre de commerce et d’industrie de Corbeil devint la chambre de commerce et d’industrie de l’Essonne. En 1990, la chambre de commerce et d’industrie de l’Essonne s’implanta dans ses nouveaux locaux d’Évry.

## Organisation
La chambre de commerce et d’industrie de l’Essonne est affiliée à l’assemblée des chambres françaises de commerce et d'industrie et à la chambre régionale de commerce et d'industrie Paris - Île-de-France,, et placée sous la tutelle du ministère de l’Économie et des Finances. Son activité est enregistrée sous le code APE 9411Z, elle est enregistrée au répertoire des entreprises sous le code SIREN 189 100 027 et SIRET 18910002700052. Un collège de trente-cinq chefs d’entreprise, élus pour cinq années est chargé de la représentation des entreprises de l’Essonne. Il désigne en son sein un bureau composé du président, des vice-présidents, du trésorier et du secrétaire, éventuellement assistés d’adjoints. Un directeur général est chargé de l’application des décisions consulaires.

### Présidence
| Période | Période | Identité           | Fonction précédente | Observation |
| ------- | ------- | ------------------ | ------------------- | ----------- |
| 1983    | 1992    | René Faure         |                     | -           |
| 1992    | 2004    | Jean-Paul Chaudron |                     | -           |
| 2005    | 2011    | Gérard Huot        |                     | -           |
| 2011    | 2012    | Thomas Chaudron    |                     | -           |
| 2012    | 2016    | Philippe Lavialle  |                     | -           |
| 2016    | 2016    | Didier Desnus      |                     | -           |
| 2016    | 2019    | Emmanuel Miller    |                     | -           |
| 2020    | 2021    | Didier Desnus      |                     | -           |
| 2021    | -       | Patrick Rakotoson  |                     | -           |

### Organismes partenaires
La chambre de commerce et d’industrie de l’Essonne est partenaire, entre autres, de la chambre de métiers et de l'artisanat de l'Essonne, de la Faculté des métiers de l'Essonne, de l’établissement public Paris-Saclay et du Club conseils . Elle est associée aux jury d’intégration de l’école Télécom École de Management.

### Implantations
Outre l’hôtel consulaire situé en centre-ville d’Évry, la chambre de commerce et d’industrie de l’Essonne dispose d’une implantation sur le plateau de Saclay, à Orsay. Elle a également ouvert deux pépinières, Genopole à Évry et  La Morangeraie, à Morangis.

## Rôle et missions
La mission de la CCI est de contribuer au développement économique des entreprises de son territoire. Ses principaux domaines d'intervention sont :
- L'appui aux entreprises et aux commerces : informer, conseiller les entreprises et les appuyer dans toutes les phases de leur développement
- La formation : former les jeunes et les cadres nécessaires aux entreprises et aux besoins du marché
- La mission consultative : représenter les entreprises et le monde économique auprès des acteurs publics

La chambre de commerce et d’industrie de l’Essonne représente les entreprises commerciales et industrielles du territoire du département de l’Essonne. À ce titre, elle a une mission consultative sur les enjeux locaux, dont l’aménagement du cluster technologique Paris-Saclay, le Grand Paris.
Depuis de nombreuses années, la CCI Essonne s'est engagée dans une démarche «Développement Durable». Une stratégie qui s'inscrit dans un souci de qualité au regard de nos collaborateurs et partenaires. En respectant les équilibres environnementaux, économiques et sociétaux, la CCI Essonne se doit d'être exemplaire en la matière car demain se prépare aujourd'hui. Depuis 2008, la CCI Essonne a ainsi obtenu et maintenu la certification ISO 9001. Une première étape confirmée par l'obtention en 2013 du label AFAQ 26000, l’échelon le plus élevé de cette démarche. Renouvelé jusqu'en 2017, le label AFAQ 26000 place la CCI Essonne au niveau "d'exemplarité" dans ce domaine. Forte de ces démarches volontaristes en matière de certification qualité et de développement durable, la CCI Essonne accompagne bien entendu les entreprises du département dans l’application des réglementations édictées en faveur de l’environnement.
Soutien aux porteurs de projet et aux créateurs d'entreprise, des commerçants, aides au financement, export, ressources humaines, management, gestion des compétences, innovation, etc. La CCI dispose d'une équipe d'experts qui informe, forme, accompagne les dirigeants, les collaborateurs d'entreprise, les commerçants, les start-uppers, etc. tout au long de leur parcours.
La transformation numérique et la transition énergétique sont les deux axes forts sur lesquels la CCI Essonne mobilise ses énergies.
La CCI Essonne organise, tout au long de l'année, des grands événements phares : la Rentrée économique (septembre), Techinnov Event (février), les Papilles d'or (commerce de bouche, octobre), DRIM'In Saclay, la Semaine du numérique (novembre/décembre), la nuit de l'apprentissage (janvier), etc.
Elle met également en relation les entreprises qui recrutent et les demandeurs d'emploi ou les jeunes en quête de stage via son site web dédié : www.emploi-essonne.com.
Un magazine économique diffusé à 30 000 exemplaires est également réalisé par la CCI Essonne. En Essonne Réussir, créé en 1992, est publié trois fois par an (janvier, avril, septembre). Il valorise les success stories du département, et présente l'actualité économique locale. Ce magazine est consultable gratuitement sur Calameo.

## Identité visuelle

Ancien logo.
Logo actuel.

## Pour approfondir